# Wilkinson Glacier
Wilkinson Glacier är en glaciär i Antarktis. Den ligger i Västantarktis. Argentina, Chile och Storbritannien gör anspråk på området. Wilkinson Glacier ligger 278 meter över havet.
Terrängen runt Wilkinson Glacier är kuperad åt nordväst, men åt sydost är den bergig. Trakten är obefolkad. Det finns inga samhällen i närheten.